# Banská Bystrica
Banská Bystrica (tiếng Slovakia: Banská Bystrica, tên tiếng Đức lịch sử: Neusohl, tên tiếng Hungary lịch sử: Besztercebánya) là một thành phố thủ phủ vùng Banská Bystrica, Slovakia. Thành phố này có diện tích km2 dân số 80.730 người (thời điểm 31 tháng 12 năm 2006). Đây là thành phố lớn thứ 6 tại Slovakia theo dân số.

## Dân số
| Năm            | 1994   | 2004   | 2014   | 2024   |
| -------------- | ------ | ------ | ------ | ------ |
| Số lượng người | 84.741 | 81.704 | 79.027 | 73.533 |
| Sự khác biệt   |        | −3,58% | −3,27% | −6,95% |

| Năm            | 2023   | 2024   |
| -------------- | ------ | ------ |
| Số lượng người | 74.065 | 73.533 |
| Sự khác biệt   |        | −0,71% |